# Старий Кйончин
Старий Кйончин (пол. Stary Kiączyn) — село в Польщі, у гміні Ставішин Каліського повіту Великопольського воєводства.
У 1975-1998 роках село належало до Каліського воєводства.